# Hanshin Department Store

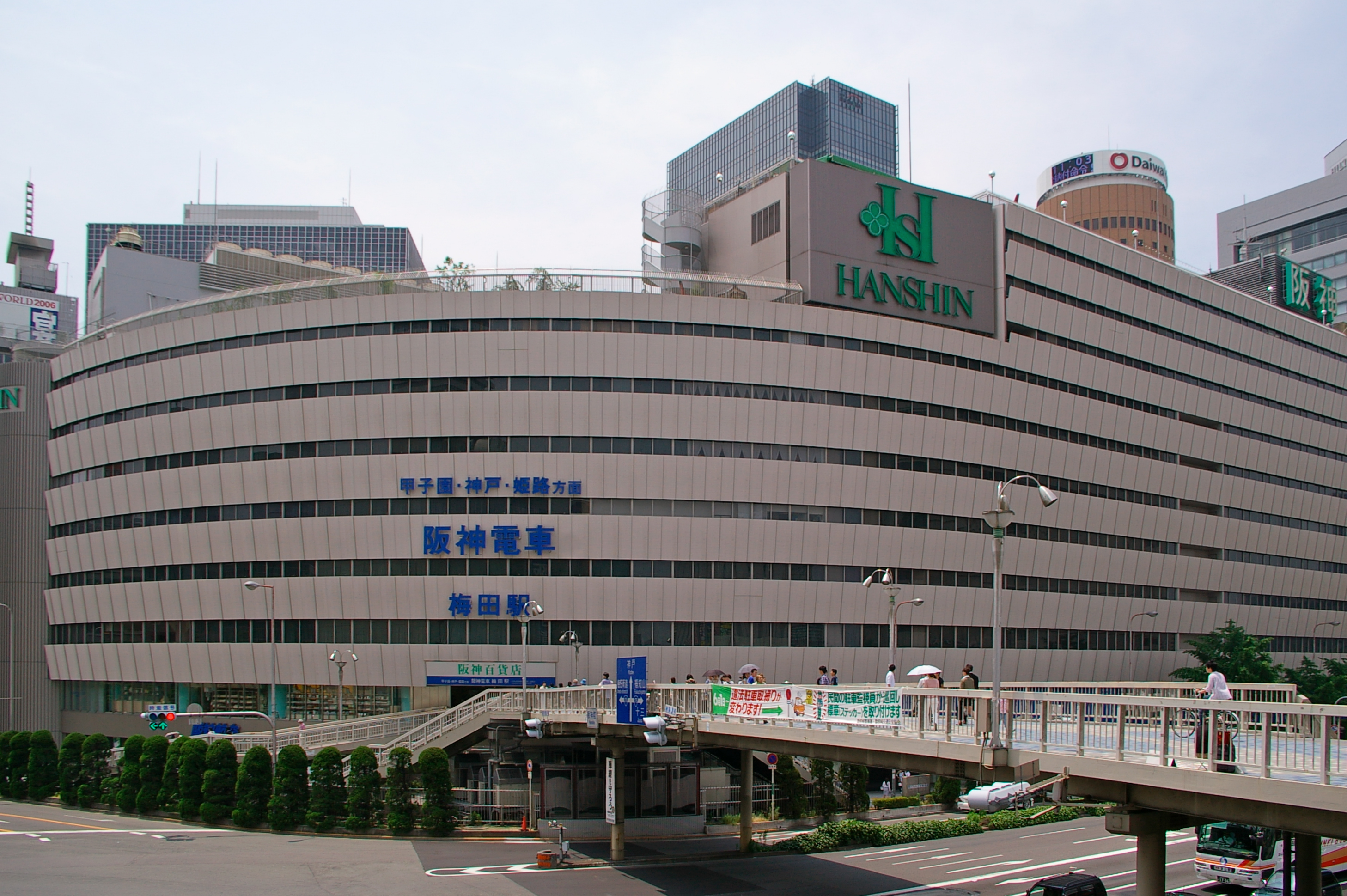
De vlaggenschipwinkel van Hanshin Department Store in Umeda, Kita-ku, Osaka

Hanshin Department Store (阪神百貨店, Hanshin Hyakkaten) is een Japanse warenhuisketen die eigendom is van Hankyu Hanshin Department Stores Incorporated, welke een dochteronderneming is van H2O Retailing Corporation.

## Winkels
De vlaggenschipwinkel van Hanshin is het Umeda-filiaal in het stadsdeel Kita-ku van Osaka, Japan. Daarnaast zijn er warenhuizen in het stadsdeel Higashinada-ku  van de stad Kobe en in de steden Nishinomiya en Amagaski.

In Taiwan is een Hanshin-vestiging in Kaohsiung.